# Привокзальная площадь (Харьков)
Привокзальная площадь — площадь в Харькове напротив Южного вокзала. С юга ограничена Полтавским Шляхом, а с востока — улицей Конарева. С севера и запада расположены здания почтамта и Южного вокзала, соответственно. Здание Управления ЮЖД делит площадь на две части (условно — прибытия и отбытия)

## История

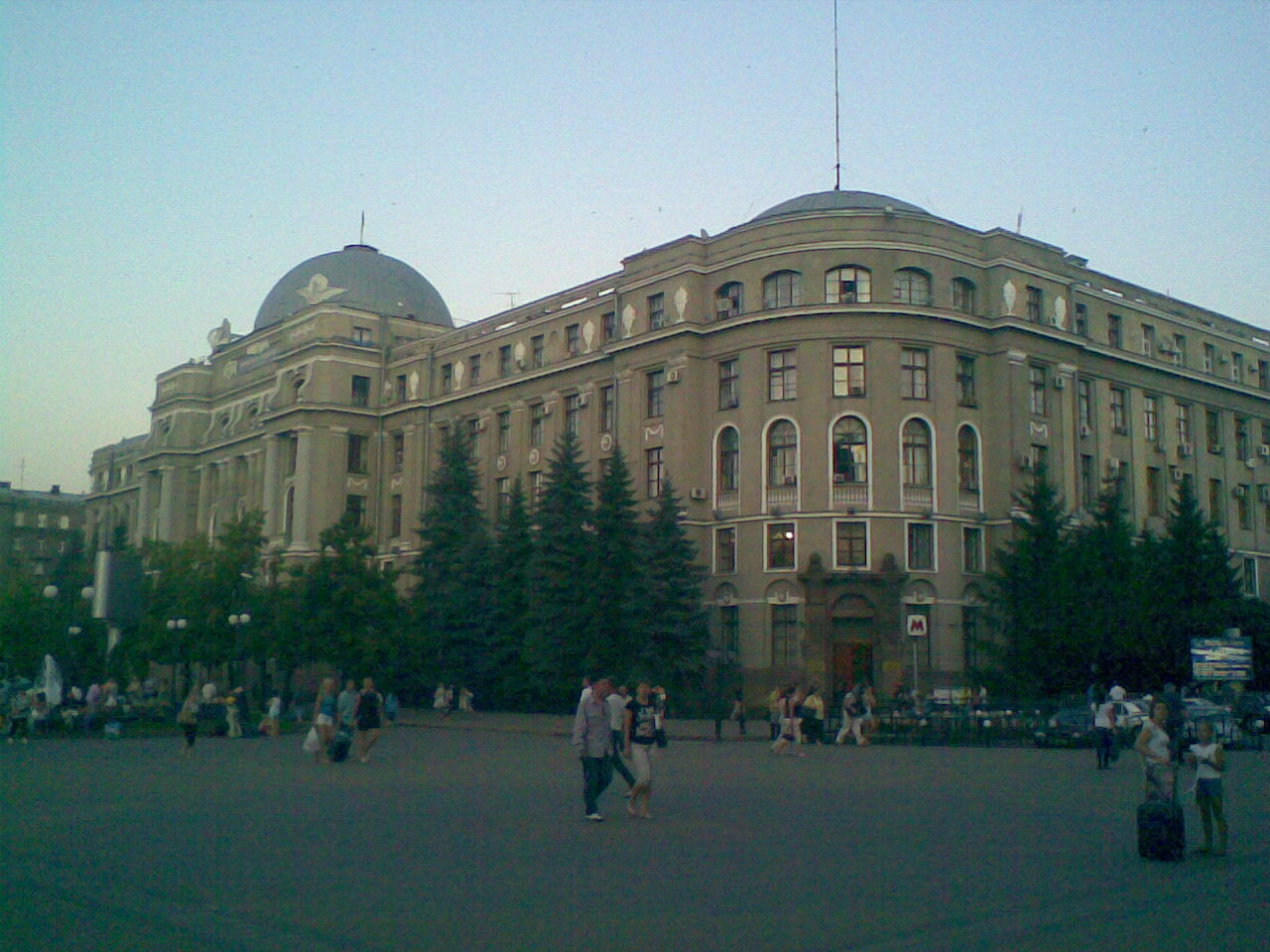
Управление ЮЖД

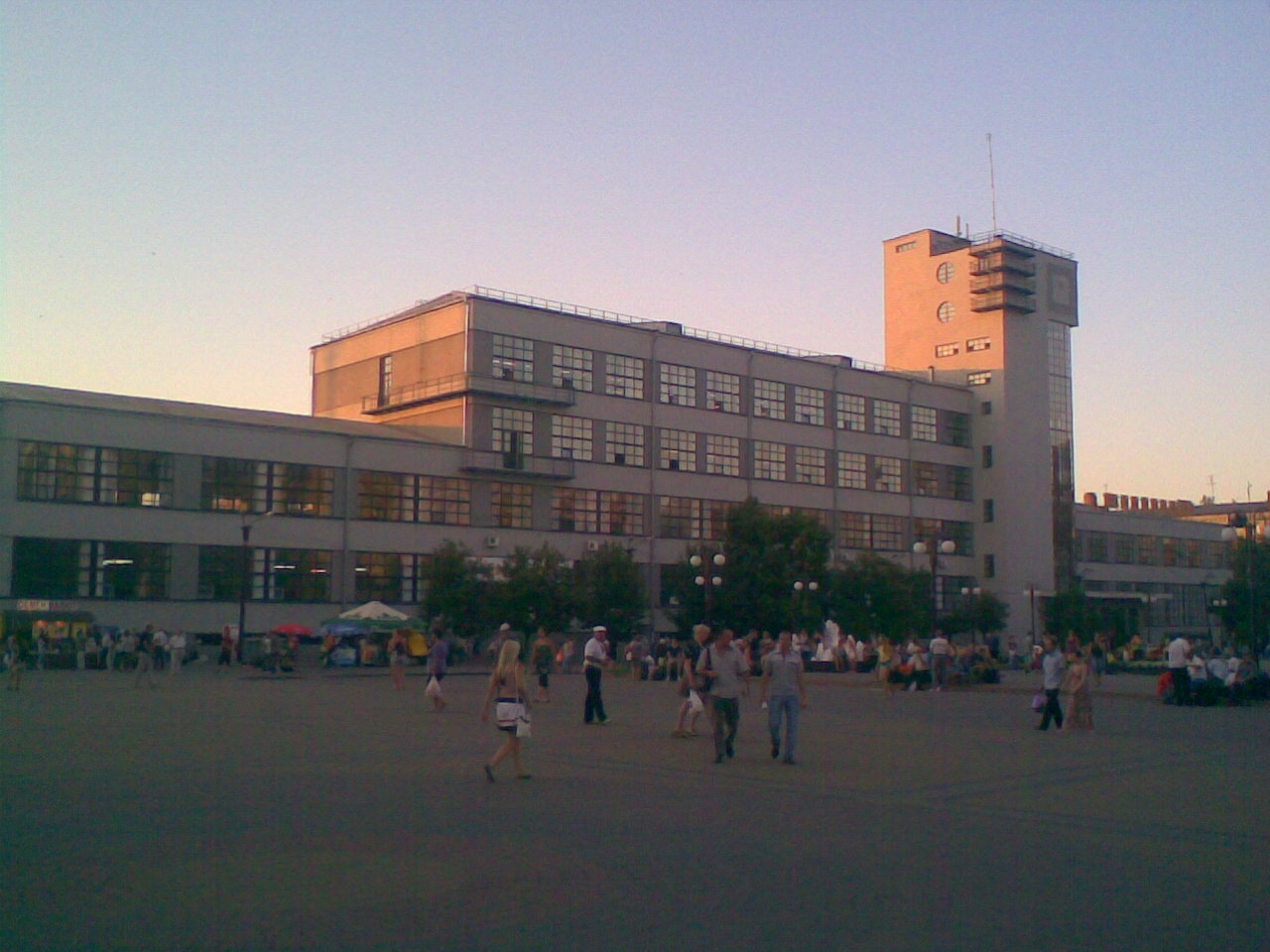
Бывший Главпочтамт

Территория нынешней площади начала застраиваться в 1860-х годах, когда через Харьков была проложена Курско-Харьковско-Азовская железная дорога (ранее там была пустошь, известная как Архиерейская левада). В 1869 году был построен первый вокзал. В 1896—1901 годах вокзал был расширен и модернизирован (по проекту архитектора И. Загоскина, достроен архитектором Ю. Цауне). Новый вокзал стал одним из крупнейших в Российской империи.
В 1912—1914 годах на площади было возведено одно из крупнейших зданий Харькова той эпохи — Управление Южных железных дорог (по проекту академика архитектуры А. И. Дмитриева и архитектора И. Ракитина). Здание Управления разделило площадь на две части — северную и южную.
В 1926—1927 годах в восточной части площади на месте рынка построили жилой дом для железнодорожников по проекту академика архитектуры А. Н. Бекетова.
В 1927—1929 годах по проекту архитектора А. Г. Мордвинова в северной части площади велось строительство здания Главпочтамта.
Во время войны площадь подверглась бомбёжкам. Здание вокзала было разрушено. Новое здание было открыто 2 ноября 1952 года. Авторами проекта стали архитекторы Г. И. Волошин, Б. С. Мезенцев и Е. А. Лымарь.
В 1968 году под площадью началось строительство станции метрополитена «Вокзальная» (сейчас «Южный вокзал»). Строительство шло с определёнными трудностями. Долгое время до застройки площади эта территория представляла собой болотистую местность. По этой причине земля под площадью была недостаточно крепкой — станцию строили, используя метод замораживания грунта. К тому же пришлось отказаться от идеи сделать станцию конечной — построить оборотные тупики не представлялось возможным. Линию продлили до станции «Улица Свердлова» (сейчас «Холодная гора»). 23 августа 1975 года обе станции были открыты.
В 1978—1982 годах здание вокзала было достроено — его продлили на юг. Тогда же к вокзалу пристроили здание гостиницы «Экспресс» (16 этажей, 54 номера).
В 1998 году был сделан капитальный ремонт здания вокзала.
В 2002 году была проведена реконструкция площади — была положена мозаичная плитка, разбиты клумбы, открыты фонтаны, площадь закрыли для движения транспорта.
В 2006 году был построен современный северный терминал вокзала «Харьков-Пассажирский».

## Здания на площади
- Южный вокзал. Третье по счёту здание вокзала. Нынешнее, третье по счёту, здание вокзала в стиле «Ампир» с элементами классицизма открыто 2 ноября 1952 года вместо разрушенного в годы войны.
- Объём вокзала — 80 тыс. м³.
- Высота зала — 26 м.
- высота башен — 42 м.
- диаметр часов на Южной башне — 4,25 м.
- Общая площадь помещений вокзала — 32 600 м², платформ и туннелей — 33 100 м².
- В 1950 году были возведены навесы над платформами. В 1978—1982 годах здание расширено на юг (влево от Привокзальной площади) в современном стиле по проекту института Харгипротранс (архитекторы Ю. И. Мурыгин, Л. В. Гурова, Л. П. Инюшкин, С. А. Кухтин, А. Н. Жирнов). Также к вокзалу была пристроена 16-этажная гостиница «Экспресс» на 54 номера. Вокзал был отремонтирован в 2003 году к 350-летию Харькова. Основная часть здания была построена в 1952 году. Состоит из двух симметричных крыльев, соединённых большим залом. В начале 1980-х годов в современном стиле было достроено южное крыло. Таким образом здание вокзала, вместе с пристроенной гостиницей «Экспресс», заняло всю западную сторону площади;
- Управление ЮЖД. Здание в стиле неоклассицизма, на момент постройки одно из крупнейших в Харькове. Видимая часть — четыре шестиэтажных корпуса. Внутри размещены ещё два поперечных и один продольный корпус, создавая шесть внутренних двориков. Делит площадь на северную и южную части;
- Бывший Главпочтамт. Здание в стиле конструктивизма. При строительстве использовались передовые на то время решения — ленточные окна, плоские крыши, железобетонные конструкции. Находится на северной стороне площади;
- Жилой дом для работников ЮЖД. Семиэтажное корпусное здание, «подведённое» по стилю под ансамбль площади. Занимает восточную сторону Привокзальной.

## Транспорт

### Исторический
После постройки здания вокзала на площади был построен разворотный круг конки. Её сменили трамваи (с 1921 года) и троллейбусы (с 1939 года). Круг находился в северной части площади. Трамвайный круг в связи со строительством станции метро в августе 1968 года перенесли в южную часть. Троллейбус ходил на площадь до начала 1990-х годов.

### Современный

#### Трамвай
Трамваи проходят через круг, кроме специально оговорённых.
- № 1 — Южный вокзал — Ивановка
- № 3 — Залютино — Новожаново (по Полтавскому Шляху)
- № 5 — Южный вокзал — Ул. Одесская
- № 6 — Южный вокзал — 602-й микрорайон
- № 7 — Новоселовка — ул. Университетская — ул. Полтавский шлях — ул. Котлова — Просп. Победы (по ул. Евгения Котляра)
- № 9 — Южный вокзал — Новоселовка
- № 12 — Лесопарк — Южный вокзал — Новожаново (по ул. Евгения Котляра)
- № 20 — Южный вокзал — Просп. Победы

#### Автобус
Автобусы следуют по улице Красноармейской и по Полтавскому Шляху.
- № 11э — Григорьевское шоссе — 602-й микрорайон
- № 67 — Ст. м. «Центральный рынок» — ул. Доватора — Новоселовка — Григорьевское шоссе
- № 112э — Ст. м. «Центральный рынок» — ул. Конева — Новоселовка
- № 221э — Южный вокзал — Просп. Победы
- № 238э — Пл. Конституции — Просп. Дзюбы
- № 242э — Ст. м. «Академика Барабашова» — Южный вокзал
- № 244э — Ст. м. «Холодная Гора» — наб. Гимназическая — Станция Основа
- № 246э — Южный вокзал — пл. Павловская — просп. Гагарина — Пос. Жихарь
- № 250э — Южный вокзал — Сортировка
- № 254э — Залютино — Благовещенский собор
- № 258э — Ул. Академика Богомольца — Просп. Славы
- № 277э — Южный вокзал — Больница скорой и неотложной помощи
- № 278э — Южный вокзал — взд. Рогатинский — ул. Сумская — Военный городок
- № 282э — Ст. м. «Холодная Гора» — Просп. Победы
- № 302э — Ст. м. «Холодная Гора» — Пос. Жуковского
- № 303э — Ст. м. «Научная» — Просп. Дзюбы

## Интересные факты
- Если судить по старым фотографиям Харькова, на Привокзальной площади было, как минимум, два памятника:

1. Памятник Ленину и Сталину. По задумке скульпторов два вождя, сидя на скамейке при выходе с вокзала, спиной к площади, ведут беседу.
2. Скульптура «Дружба народов». Сначала стояла на верхней площадке Террасного сквера (сейчас — Покровский сквер). В начале 1950-х годов скульптуру перенесли на Привокзальную площадь, в центр северной части, а на старом месте соорудили чашу фонтана. Представляла собой мужскую и женскую фигуры, которые стоят в полный рост и смотрят вдаль. Мужчина левой рукой обнимает женщину за плечи, а правой широким жестом указывает вперёд. В 1968 году скульптуру, в связи со строительством метро, демонтировали.

- Привокзальная площадь фигурирует в игре «Call of Duty: United Offensive». По сюжету в августе 1943 года советские войска штурмуют площадь, занятую немцами. При этом хорошо узнаваем фасад здания вокзала. Но вместо старого сооружения 1901 года постройки, действительно разрушенного в войну, разработчики игры по ошибке разместили в батальной сцене современное здание 1952 года постройки.